# Shirin Neshatová
Shirin Neshatová (nepřechýleně Shirin Neshat, persky رین نشاط‎, * 26. března 1957 Kazvín, Írán) je íránská fotografka a vizuální umělkyně trvale žijící v USA, známá především svou prací ve filmu, videu a fotografii.  Práce Neshatové se zabývá sociálními, politickými a psychologickými dimenzemi ženské zkušenosti v současných islámských společnostech. Přestože se Neshatová aktivně brání stereotypním prezentacím islámu, její umělecké cíle nejsou vysloveně polemické. Její práce spíše uznává komplexní intelektuální a náboženské síly utvářející identitu muslimských žen po celém světě. Odkazuje na sociální, kulturní a náboženské kodexy muslimských společností a na složitost určitých protikladů, jako je muž a žena, kontrasty mezi islámem a Západem, veřejným a soukromým životem a usiluje o přemosťování rozdílů mezi těmito tématy. Její umění je výrazem protestu proti tyranii, útlaku, diktatuře a politické nespravedlnosti a voláním po lidskosti.

## Život
Shirin Neshatová vyrůstala ve městě Kazvín na severozápadě Íránu jako jedno z pěti dětí v dobře situované rodině vyšší střední třídy. Otec byl lékař s prozápadními názory, matka se starala o domácnost. Otec své děti vedl ke vzdělání a poznávání světa i jiných kultur. Zastával progresivnější názor na sociální roli ženy, než bylo v té době běžné ve většině íránských rodin. Shirin po absolvování katolické internátní školy v Teheránu v roce 1975 odjela do USA studovat umění na Kalifornské univerzitě v Berkeley. Jejími učiteli byli Harold Paris a Sylvia Larková. Studium ukončila v roce 1983 s titulem magistra výtvarných umění (MFA) a přestěhovala se do New Yorku. Následujících deset let pomáhala svému manželovi Kyong Parkovi ve vedení neziskové organizace Storefront for Art and Architecture, která prosazovala myšlenku, že umění a design mají potenciál a odpovědnost ovlivňovat veřejné politiky a tím působit na zlepšování kvality života a budoucnost všech měst. Společně vychovávali syna Cyruse. V roce 1998 se rozvedli a Neshatová se provdala za filmaře Shoju Azzariho, který se jako scenárista, režisér nebo editor podílel na většině jejích videí a filmů. 
Írán navštívila v roce 1990, po jedenácti letech pobytu v USA , a několik dalších let se tam pravidelně vracela za svou rodinou. Od roku 1996 po konfliktu s íránským politikem na teheránském letišti Írán natrvalo opustila. Její umění bylo v Íránu zakázáno. Žije a pracuje v New Yorku, ale za prací cestuje do různých zemí (Maroko, Turecko, Mexiko, Ázerbájdžán a další). V roce 2004 byla jmenována čestnou profesorkou na Universität der Künste v Berlíně.

## Tvorba
V roce 1993 se Neshatová začala soustavně věnovat vlastní tvorbě, především fotografování. Hlavním tématem jejích černobílých fotografií byla role ženy v islámském náboženství a její identita v souvislosti se společenskými změnami po vzniku islámské republiky, které viděla při své návštěvě Íránu v roce 1990. Neshatová začala vytvářet umění o střetu západních a východních ideologií, které hluboce ovlivnily životy její a její rodiny. Její fotografické série Odhalení (1993) a Alláhovy ženy (1993–1997), na nichž nezahalené části žen byly pokryté nápisy psanými perským písmem, převzatými z náboženských básnických textů Tahereh Saffarzadehaové z doby islámské revoluce, vzbudily pozornost a Neshatová brzy dosáhla mezinárodního věhlasu. Pomocí perské poezie a kaligrafie zkoumala pojmy jako mučednictví, prostor exilu, otázky identity a ženskosti. Zatím co na Západě byly její práce přijaty s uznáním, v Íránu nesměly být vystavovány. 
V roce 1996 začala experimentovat s filmem a videoartem. Prvotní videoinstalace Stín pod pavučinou (Anchorage) byla natáčena v Istanbulu ve spolupráci s íránskými filmaři. Různé filmové projekce byly promítány současně na čtyři stěny výstavní síně. Neshatová v nich v postavě ženy v čádoru, zmateně pobíhající po městě, vyjádřila přechod mezi dvěma světy, hledání vlastní identity při útěku ze své životní situace v islámské společnosti. Další krátkometrážní film Turbulent (1998) upozornil na složitost určitých protikladů, jako je muž a žena. Dvě postavy ve videu vytvářejí silnou hudební metaforu pro genderové role, kulturní moc a nespravedlnost v Íránu. Instalace na dvou plátnech patří mezi její kritikou nejoceňovanější díla, za která v roce 1999 získala hlavní cenu na Benátském bienále. Podobný formát dvojí projekce má videoinstalace Rapture (1999). Ukazuje rozdělený svět, kde architektura a krajina jsou metaforami pro zakořeněná kulturní přesvědčení o mužích a ženách. Muži jsou uvězněni v pevnosti, zatímco ženy se vydávají na dlouhou cestu pouští k moři. Zatímco muži zápasí a modlí se, ženy nakonec nastoupí na malé čluny a zcela opustí zemi. Ve dvoudílném krátkometrážním filmu Soliloquy (1999), který byl natočen v Turecku a dokončen v USA, Neshatová proti sobě staví světy dvou žen: žena v závoji z Orientu a žena ze Západu v New Yorku. 
Na začátku 21. století začala spolupracovat se zpěvačkou Sussan Deyhim, skladatelkou, zpěvačkou a performerkou, která kombinovala vokální techniky s digitálním střihem a hudebním stylem Dálného východu, aby ve své hudbě spojila prvky Východu a Západu. Během této fáze spolupráce vzniklo video Logic of the Birds, které je volným přepracováním mystického textu perského filozofa a básníka Fariduddina Attara. Scénická prezentace mísí živou akci, filmovou projekci na třech plátnech a nahraný zvuk. Ve spolupráci se zpěvačkou Sussan Deyhim, kameramanem Ghasem Ebrahimianem a filmařem Shojou Azari si Neshatová vybudovala svou reputaci ve světovém umění řadou filmů, které měly specifický vztah k islámu, íránské kultuře a náboženství.  Toto video mělo premiéru na letním festivalu v Lincolnově Centru v New Yorku v roce 2002 a později bylo uvedeno v Minneapolis a Londýně.
V roce 2005 vznikl krátkometrážní hraný film Zarin, příběh mladé mladé ženy, která od dětství pracuje jako prostitutka. Zaznamenává průběh jejího pomalého duševního rozpadu, když se pokouší napravit svou minulost, až do psychického zhroucení. Později přešla k dlouhometrážním filmům. Za svůj film Ženy bez mužů získala jako režisérka a scenáristka v roce 2009 Stříbrného lva na 66. filmovém festivalu v Benátkách. Film, na kterém pracovala šest let, je příběhem čtyř rozdílných žen na pozadí íránského státního převratu v roce 1953. Její druhý celovečerní film Looking for Oum Kulthum, natočený v mezinárodní koprodukci, je příběhem egyptské zpěvačky, která se snažila prosadit ve společnosti ovládané muži. Film byl v roce 2017 zařazen do sekce Giornate degli Autori na 74. ročníku filmového festivalu v Benátkách a uveden na mnoha akcích a festivalech po celém světě. Společně s Shojou Azarim režírovala americkou komedii Land of Dreams, která měla premiéru v sekci Orizzonti Extra 78. filmového festivalu v Benátkách v roce 2021.
V roce 2022 Neshatová vytvořila dvoukanálovou videoinstalaci The Fury, stylizovaný fiktivní příběh ženy, která se potýká se vzpomínkami na věznění a znásilnění. Dílo je prezentováno s velkoformátovými černobílými fotografiemi, které odkazují na politické vězeňkyně v režimu Islámské republiky v Íránu.  Fotografie Odhalení (1993) a Moon Song (1994) doprovázela slova „ Žena, život, svoboda “. Neshatová byla k vytvoření tohoto uměleckého díla inspirována procesem s íránským prokurátorem Hamídem Nourim, který byl obviněn z vraždy více než 3000 politických vězňů. Svědectví jasně ukázala, jak bylo sexuální zneužívání a znásilňování využíváno ke zlomení politických vězňů.
V roce 2017 režírovala představení Verdiho opery Aida na festivalu v Salcburku. Pokračovala ve fotografování, včetně zakázek pro nadaci Roberta Rauschenberga v New Yorku, dokumentujících následky egyptského povstání v roce 2011 (Náš dům hoří, 2013) a pro National Portrait Gallery v Londýně vznikl portrét pákistánské aktivistky Malály Júsufzai ( 2018). V roce 2015 vytvořila sérii The Home of My Eyes (2015), 55 portrétů mužů a žen z Ázerbájdžánu odlišného věku a etnického původu. Neshatová je formálně spojuje tím, že je inscenuje v podobném oblečení a pózách na tmavém pozadí. Jejich specifická gesta sepjatých rukou odkazují na křesťanské náboženské malby, zejména na obrazy El Greca. Tyto velkoformátové fotografie poté kaligraficky popsala texty na téma kulturní identity a pojmu domova, které natočila při rozhovoru s portrétovanými lidmi a doplnila je poezií Nizámí Gandžáviho z 12. století.

## Výstavy a ocenění

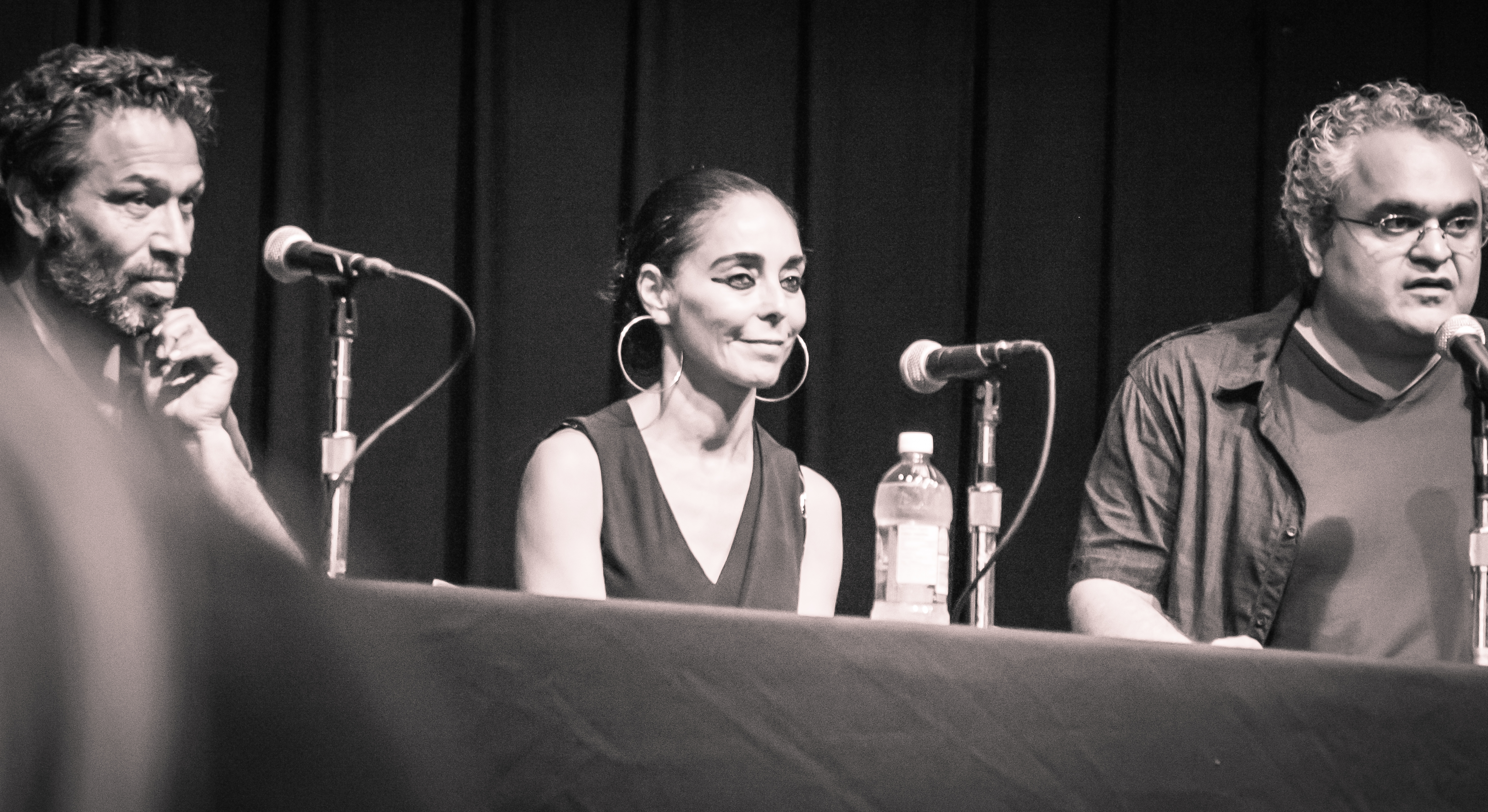
Shoja Azari, Shirin Neshatová a Babak Payami na festivalu íránského umění a kultury Tirgan v Torontu 2013

Fotografie a videa Shirin Neshatové byly vystaveny v mnoha prestižních institucích a centrech pro současné umění, např. v Kunsthalle Vídeň, Serpentine Gallery v Londýně, Institutu umění v Chicagu, SITE Santa Fe, Carnegie International v Pittsburghu, Zúčastnila se přehlídek Whitney Biennial v New Yorku, Bienále v Sydney, Lyonu, Documenta XI v Kasselu. Velká retrospektiva její práce byla vystavena v Detroitském institutu umění v roce 2013. Svou první samostatnou výstavu na africkém kontinentu měla v Goodman Gallery v Johannesburgu v roce 2016. Několikrát vystavovala v Berlíně, kde měla mimo jiné v roce 2005 velkou retrospektivu v muzeu Hamburger Bahnhof a v březnu roku 2024 představila své nejnovější dílo The Fury v galerii Fotografiska. Zúčastnila se také filmových festivalů v San Franciscu, Rotterdamu a Telluride.
V České republice měli diváci možnost vidět dílo Shirin Neshatové na PragueBiennale v roce 2007 v originálním barevném videu Zarin (2005).
Shirin Neshatová je držitelkou mnoha ocenění včetně Grand Prix bienále Kwangdžu v Koreji (2000), ceny Zlatého lva na 48. bienále v Benátkách (1999). V roce 2009 získala Stříbrného lva za nejlepší režii na filmovém festivalu v Benátkách za svůj první celovečerní film  Ženy bez mužů. V roce 2005 jí byla udělena Hiroshima Art Prize.  V roce 2019 byla Neshatové v Německu udělena Goethova medaile. V roce 2017 byla oceněna prestižní cenou Praemium Imperiale za malbu. 